# Linia de succesiune la tronul din Belgia

## Ordinea succesiunii la tronul Belgiei

Până în 1991, pentru succesiunea la tronul Belgiei se aplica sistemul primogeniturii agnatice (nu puteau accede la tron decât descendenții de sex masculin pe linie masculină). Începând cu 1991 s-a adoptat primogenitura absolută între descendenții Regelui Albert al II-lea.
- MS Regele Albert al II-lea (n. 1934)
  -  MS Regele Filip al Belgiei (n. 1960)
    - (1) Prințesa Elisabeta, Ducesă de Brabant (n. 2001)
    - (2) Prințul Gabriel (n. 2003)
    - (3) Prințul Emmanuel (n. 2005)
    - (4) Prințesa Eléonore (n. 2008)

  - (5) Prințesa Astrid, Arhiducesă de Austria-Este (n. 1962)
    - (6) Prințul Amedeo, Arhiduce de Austria-Este (n. 1986) [1]
      - (7) Arhiducesă Anna Astrid de Austria-Este (n. 2016)
      - (8) Arhiduce Maximilian de Austria-Este (n. 2019)
      - (9) Arhiducesă Alix de Austria-Este (n. 2023)

    - (10) Prințesa Maria Laura, Arhiducesă de Austria-Este (n. 1988)
      - (11) Albert Isvy (n. 2025)

    - (12) Prințul Joachim, Arhiduce de Austria-Este (n. 1991)
    - (13) Prințesa Luisa Maria, Arhiducesă de Austria-Este (n. 1995)
    - (14) Prințesa Laetitia Maria, Arhiducesă de Austria-Este (n. 2003)

  - (15) Prințul Laurent (n. 1963)
    - (16) Prințesa Louise (n. 2004)
    - (17) Prințul Nicolas (n. 2005)
    - (18) Prințul Aymeric (n. 2005)